# Pařížské stoky

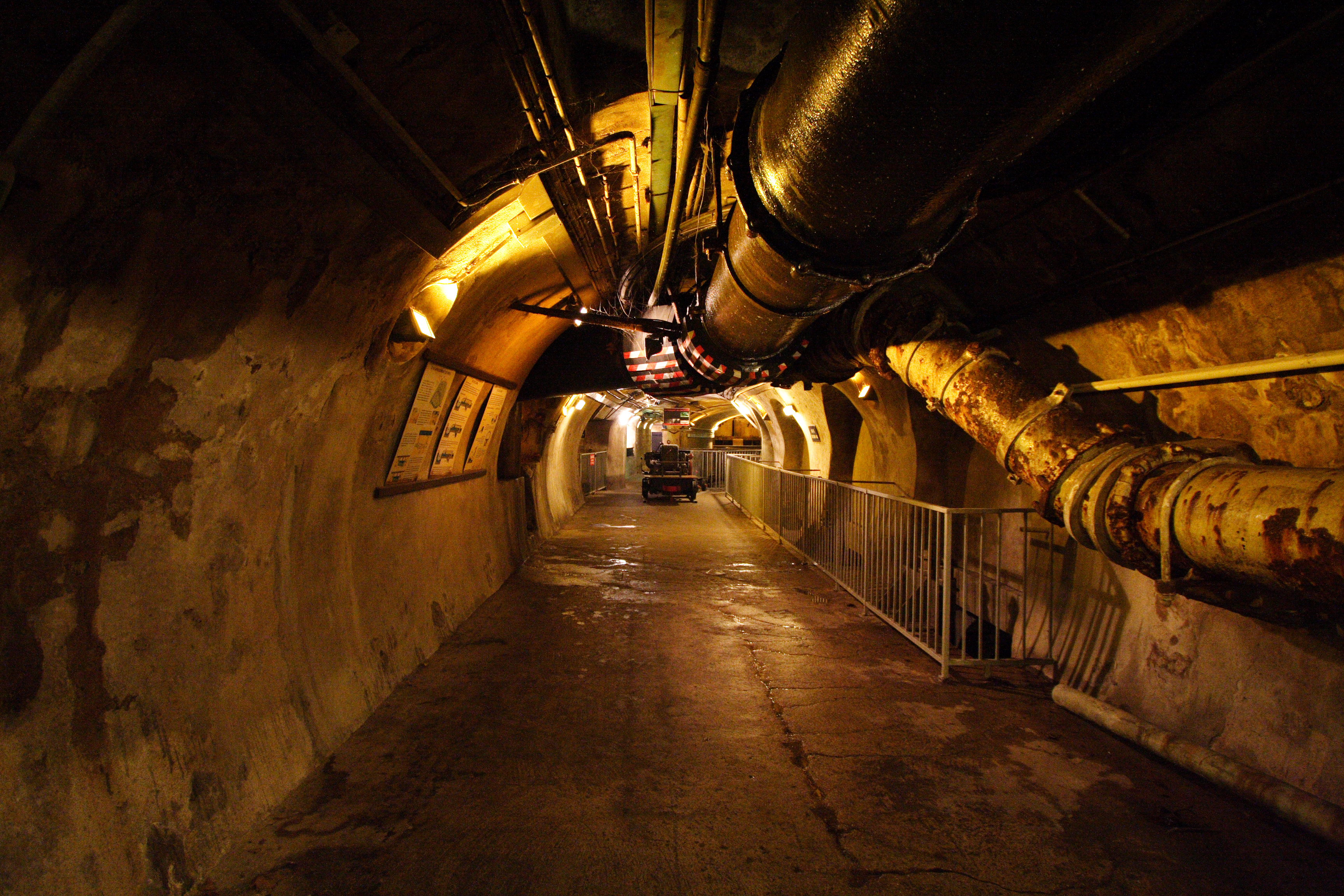
Zpřístupněná část stok

Pařížské stoky (francouzsky Égouts de Paris) je označení pro podzemní kanalizační síť města Paříže, která odvádí srážky a odpadní vody. První kanalizační kanály vznikly již v římské době, současná síť byla budována od 19. století. Tato síť má v současnosti přes 2400 km štol. Malá část stok je zpřístupněna i veřejnosti jako muzeum.

## Nakládání s odpadními vodami
Za svod odpadních vod z Paříže odpovídá město prostřednictvím společnosti SIAAP (Syndicat interdépartemental pour l'assainissement de l'agglomération parisienne – Mezidepartementální syndikát pro kanalizace pařížské aglomerace). Tato společnost funguje od roku 1970, kdy ji založily departementy Hauts-de-Seine, Seine-Saint-Denis, Val-de-Marne a Paříž a dalších asi 180 obcí v sousedních departementech v regionu Île-de-France. SIAAP každý den svede jen z Paříže 2,5 – 3 milióny m3 odpadních vod do čtyř čistíren, odkud je voda vypouštěna do Seiny nebo Marny. SIAAP má 1551 zaměstnanců.
| Řeka  | Lokalita       | Kapacita (m3/den) | Poznámka                                                                                    |
| ----- | -------------- | ----------------- | ------------------------------------------------------------------------------------------- |
| Seina | Achères        | 1,800.000         | Historický podnik, největší čistírna v Evropě, 2. ve světě (48°58′24″ s. š., 2°9′57″ v. d.) |
| Marna | Noisy-le-Grand | 30.000            | Zprovozněna v polovině 70. let, plánuje se rozšíření až na 75.000 m3/den                    |
| Seina | Valenton       | 600.000           | Zprovozněna 1987, v roce 2006 kapacita zvýšena na 600.000 m3/den                            |
| Seina | Colombes       | 240.000           | Zprovozněna v roce 1998                                                                     |

## Historie kanalizace

### Stará síť
První pařížské podzemní stoky vznikly již v římské době a jejich pozůstatky byly nalezeny pod úrovní dnešního bulváru Saint-Michel. Ve středověku byly stoky dlouho otevřené pod širým nebem. První otevřené kanalizační strouhy se objevily ve 14. století. Tato síť se rozvíjela především v době pařížského prévôta Huguese Aubriota, který vybudoval v roce 1374 první kanalizační stoku z klenutého zdiva pod ulicí Rue Montmartre. Až do 18. století se moč a výkaly ve městě shromažďovaly v žumpách, které často znečišťovaly podzemní i povrchové vody. Latríny byly pravidelně vynášeny městskými počišťovači. Výkaly se svážely k úpatí vrchu Buttes-Chaumont za hranicemi tehdejší Paříže, kde vyschly a výsledný materiál se pak prodával zemědělcům jako hnojivo.

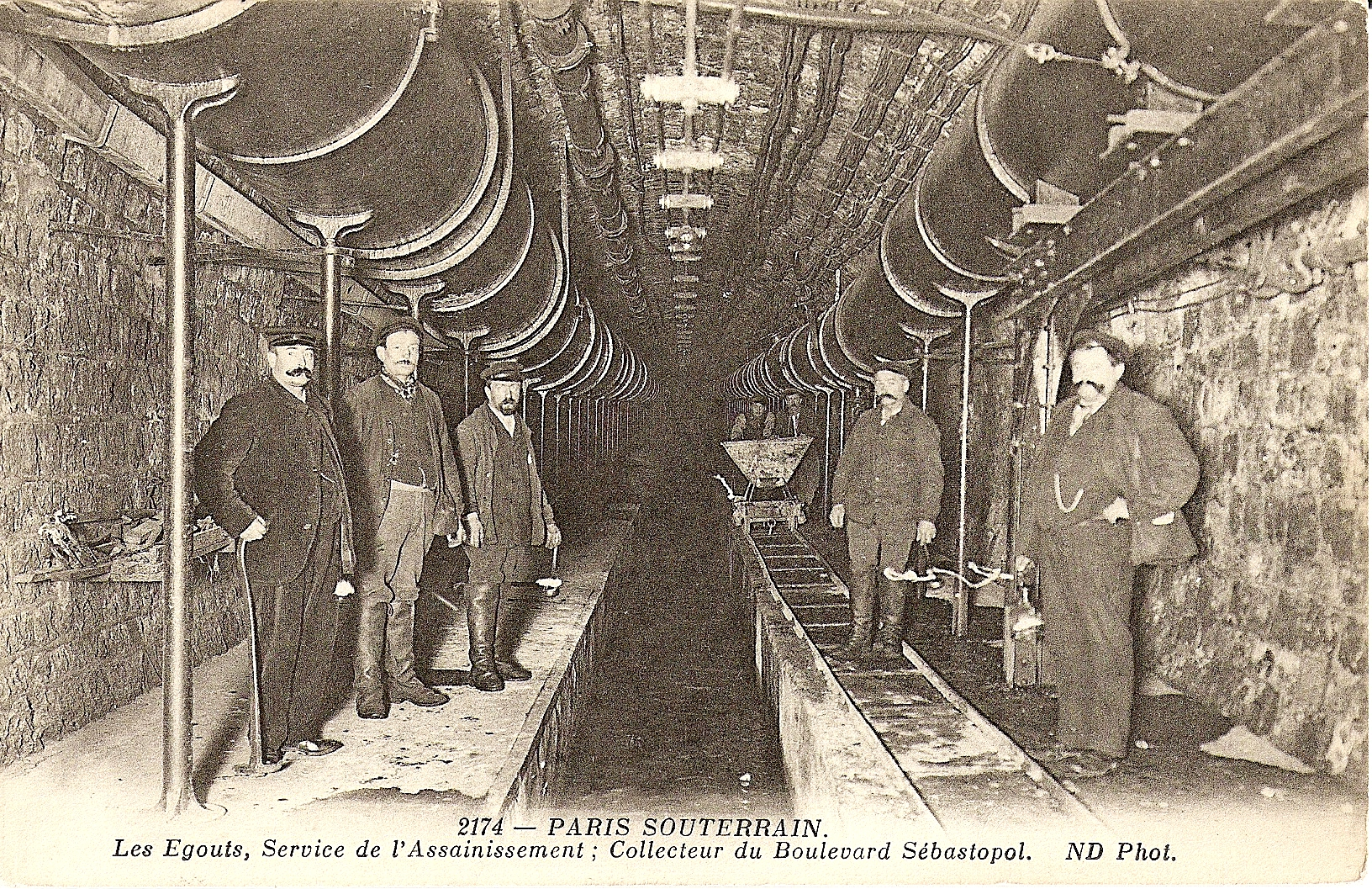
Stoky na konci 19. století

Na pravém břehu vedla velká stoka podél ulice Rue de Ménilmontant, do které se vlévalo několik struh z kopců Belleville a Ménilmontant. Všechen odpad se vléval do Seiny na úrovni dnešního mostu Alma. Také další stoky odváděly splašky ze severního břehu do řeky.
Na levém břehu hrála roli hlavní stoky řeka Bièvre. Už ve středověku tekly strouhy s odpadní vodou z návrší Sainte-Geneviève do Bièvre nebo přímo do Seiny. Přitom voda ze Seiny byla po dlouhou dobu hlavním zdrojem vody pro pařížské obyvatelstvo.
Kanály se pozvolna rozrůstaly, ale až velká epidemie moru a cholery v roce 1832 donutila město v této oblasti přijmout rozsáhlá opatření. Stoková síť měřila na počátku 19. století méně než 50 km (oproti 2000 km na konci 20. století). Do té doby neexistoval žádný ucelený plán na kanalizaci města.

### Moderní síť
Inženýr Eugène Belgrand pod vedením prefekta Haussmanna zahájil v roce 1854 rozsáhlou výstavbu kanalizačních tunelů, které se staly základem dnešní stokové sítě. Podle zákona z roku 1894 musely být všechny domy ve městě napojeny na kanalizační systém, takže již nedocházelo k únikům splašek do Seiny přímo ve městě. Kanály odváděly odpadní vodu až dále po proudu za město, kde ji teprve vypouštěly do řeky poblíž města Asnières-sur-Seine. Z tohoto důvodu se síť z levého břehu Seiny slévá u mostu Alma a odpadní vody jsou podzemním tunelem pod Seinou přečerpány na pravý břeh, odkud pokračují dále na severozápad.
Znečištění Seiny tak stále pokračovalo, jen se posunulo až dále za Paříž. Haussmannovi nástupci proto museli hledat řešení na čištění pařížských odpadních vod. Podzemní kanály proto byly prodlouženy až do města Achères, kde byla vybudována čistírna odpadních vod. Ta byla zprovozněna v roce 1930. Dodnes zůstává nejvýznamnější čističkou pro Paříž, nicméně kromě ní vznikly v okolí Paříže i další podobná zařízení: Valenton (Val-de-Marne), Noisy-le-Grand (Seine-Saint-Denis) a Colombes (Hauts-de-Seine).
| Rok        | 1806 | 1815 | 1825 | 1830 | 1848 | 1852 | 1870     | konec 19. st. | dnes |
| Délka v km | 23   | 28   | 34   | 45   | 134  | 157  | přes 500 | 1000          | 2450 |

## Rekuperace tepla
V rámci plánu na ochranu klimatu se město Paříž a Compagnie de Parisienne Chauffage Urbain (Společnost pařížského městského vytápění) v roce 2010 rozhodly o rekuperaci tepla z kanálů. Teplo bude získáno prostřednictvím tepelných čerpadel a výměníků tepla a prostřednictvím tepelných sítí a použito k vytápění škol (první experiment probíhá ve 12. obvodu), bazénů, tělocvičen, kancelářských budov atd.

## Musée des Égouts

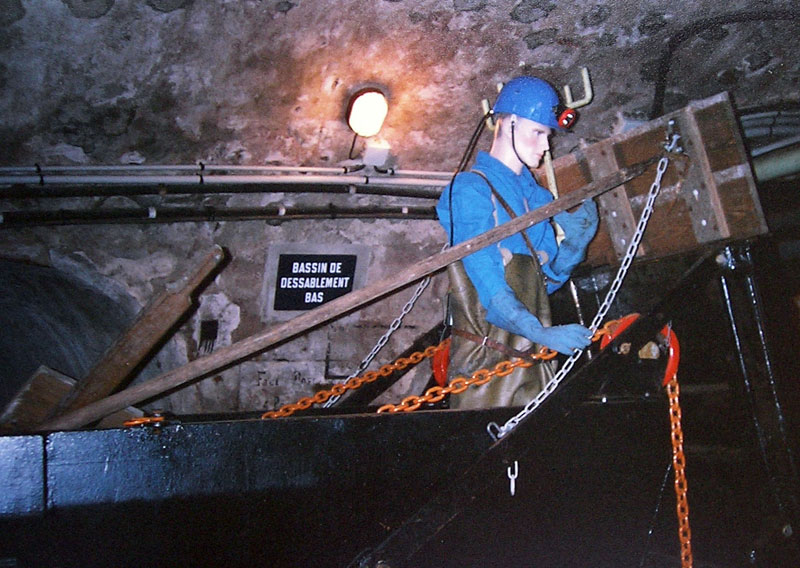
Exponáty v muzeu

Část kanalizační sítě je otevřena pro veřejnost. Vchod se nachází u mostu Alma na levém břehu Seiny. V podzemí je vybudováno malé muzeum o historii a fungování kanalizace v Paříži, které v roce 2007 navštívilo až 95 000 návštěvníků.

## Ztráty v kanálech
Součástí správy kanalizací je i služba vyhledávající předměty ztracené v kanalizační síti. Jedná se permanentní službu, která ročně provede až 3000 zásahů (ztracené předměty, zatopené sklepy, podezřelý zápach apod.).

## Stoky v kultuře
V románu Bídníci Victora Huga se vyskytují staré kanalizační stoky, kterými Jean Valjean nese raněného Maria Pontmercyho. Rovněž v knihách Foucaultovo kyvadlo a Pražský hřbitov od Umberta Eca jsou stoky důležitou součástí celkového námětu. V kinematografii se objevily např. ve filmech Velký flám z roku 1966 nebo Ratatouille (2007).